# Lateral (balonmano)
El balonmano es un deporte  que tiene muchos reglamentos.
Uno de ellos indica cómo se debe hacer para desplazarse, éstos señalan que también utilizan bote.

## Posición
Como bien dice su nombre, los Laterales se sitúan a los laterales de la pista.
Los laterales suelen ser de estatura media o alta . En el balonmano masculino los laterales suelen medir entre 1´80 y 2 metros y en el balonmano femenino la altura ronda entre el 1,50 a 1,80
Al lateral también se le conoce (sobre todo en la fase defensiva) como el 2.
Esta posición se caracteriza por la agilidad y la valentía de atacar siempre a portería, la mayoría de las jugadas constan de la participación de este puesto.

## Otros detalles
Al ser de los que más lanzan y mueven/tocan la bola, suelen ser los que más Resina utilizan para coger el balón con mayor facilidad.
Las zapatillas que más les benefician son las Kempa de buen agarre y amortiguación, aunque son preferibles las Asics,
siendo de buen uso las Stabil de Adidas , con un mayor funcionamiento óptimo las Nike. De todos modos, lo referente a la suela es esencial en el lateral, debe tener buena amortiguación y buen soporte del pie.

## Actualidad
Si miramos la lista de Mejores jugadores del mundo, la mayoría son laterales, aunque le han dado muchos premios a otros Extremos (Balonmano)
- Datos: Q285676